# Wieds roodsnuitmuis
De wieds roodsnuitmuis (Wiedomys pyrrhorhinos)  is een zoogdier uit de familie van de Cricetidae. De wetenschappelijke naam van de soort werd voor het eerst geldig gepubliceerd door Wied-Neuwied in 1821.

## Voorkomen
De soort komt voor in het zuidoosten van Brazilië.